# Bertran Boysset
Bertran Boysset (Arles, 1350/1358 – tra febbraio 1415 e 26 marzo 1416) è stato un letterato e forse trovatore provenzale, autore di una cronaca medievale e di un trattato d'agrimensura.

## Opere
Bertran Boysset è essenzialmente conosciuto come autore di una cronaca, talvolta chiamata Libro di ragione o Memorie, sulla città di Arles alla fine del Medioevo. Scrisse opere di diverso genere in francese, latino e provenzale quali: Roman d'Arles, Vie de Saint Trophime, Vie de Sainte Madeleine come pure un trattato d'agrimensura illustrato.
La sua cronaca è interessante sotto diversi aspetti, poiché offre una visione sugli avvenimenti della città, sulla politica provenzale e il grande Scisma visti da una città prossima alla sede papale avignonese. Essa ci informa sulla vita che si svolge in una città del basso medioevo, soggetta alle calamità dell'epoca, ma volta allo sfruttamento del suo territorio.